# 27 ventôse
27 pluviôse 27 germinal
Le septidi 27 ventôse, officiellement dénommé jour de la sylvie, est le 177e jour de l'année du calendrier républicain.
C'était généralement le 17e jour du mois de mars dans le calendrier grégorien.